# Šid

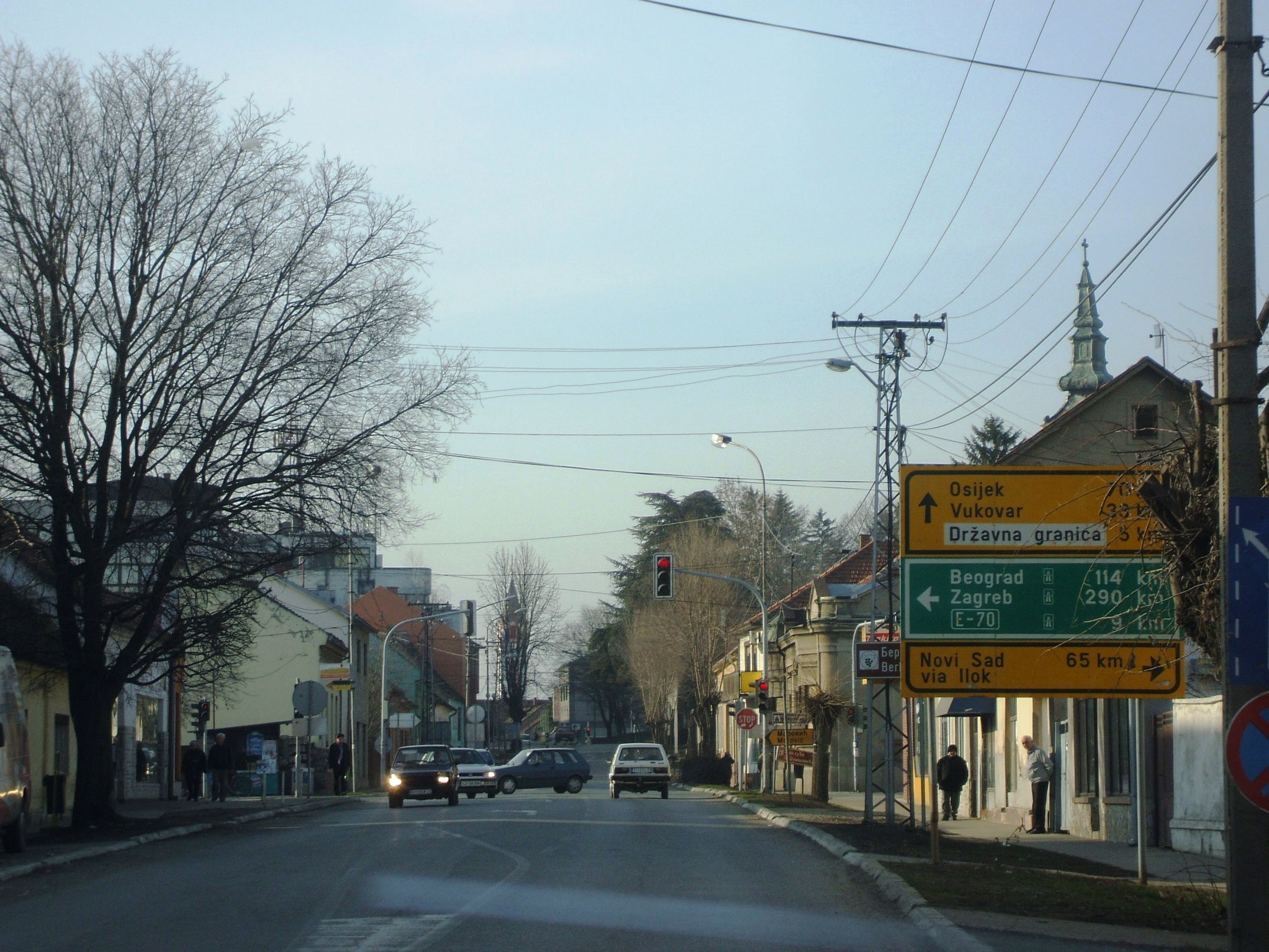
Gata i Šid

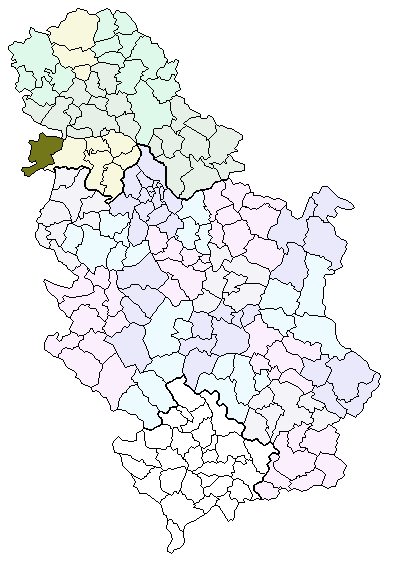
Šids kommuns läge i Serbien.

Šid (serbiska kyrilliska: Шид) är en ort och kommun i området Srem i Serbien och ligger mycket nära gränsen till Kroatien. Folkmängden i centralorten uppgick till 16 311 invånare vid folkräkningen 2002, och hela kommunen hade 36 423 invånare 2007. Majoriteten är serber (77,6%).
Under 1990-talet har Šid utmärkt sig för att ligga nära de krigshärjade områdena i Kroatien, bland annat Vukovar men Šid har däremot varit en ort som klarat sig undan konflikterna under 1990-talet.
Motorvägen E70 går nära Šid och järnvägen mellan Zagreb och Belgrad går rakt genom Šid. Detta har inneburit att Šid från 1990-talet och framåt har blivit ett viktigt gränssamhälle sedan det f.d. Jugoslavien delats under 1990-talet. Šid har därför blivit känt som ett samhälle där det råder gränskontroll med pass och tull. Detta var besvärliga processer förut då det var hårda regler för visum för att komma in till det dåvarande Serbien och Montenegro. Idag har dock detta förändrats, och pass- och tullkontrollen är numera normal till det nuvarande Serbien. Reglerna för resor över denna gräns har också förenklats de senaste åren.
I byn Privina Glava nära Šid finns en kyrka som är byggd på 1100-talet.

## Orter
Följande orter ligger i kommunen:
- Adaševci (Адашевци)
- Bačinci (Бачинци)
- Batrovci (Батровци)
- Berkasovo (Беркасово)
- Bikić Do (Бикић До)
- Bingula (Бингула)
- Erdevik (Ердевик)
- Gibarac (Гибарац)
- Ilinci (Илинци)
- Jamena (Јамена)
- Kukujevci (Кукујевци)
- Ljuba (Љуба)
- Molovin (Моловин)
- Morović (Моровић)
- Privina Glava (Привина Глава)
- Sot (Сот)
- Vašica (Вашица)
- Višnjićevo (Вишњићево)